# Yêu trong thù hận
Yêu trong thù hận là một bộ phim truyền hình được thực hiện bởi M&T Pictures cùng  TKL do Quách Khoa Nam làm đạo diễn. Phim được phát sóng vào lúc 13h00 các ngày từ thứ 5 đến thứ 7 hàng tuần bắt đầu từ ngày 27 tháng 9 năm 2013 và kết thúc vào ngày 5 tháng 12 năm 2013 trên kênh HTV7.

## Nội dung
Yêu trong thù hận bắt đầu từ tình bạn giữa ông Đạo (Minh Hoàng) và ông Phi (Bảo Anh), nếu mọi chuyện vẫn êm đềm là sự hy sinh và cảm thông thì sẽ không có sự hận thù chồng chất, không có sự hy sinh tính mạng của thế hệ sau để cảnh tỉnh giấc mộng phù hoa của người cha. Ông Phi, người đã biến tình bạn thành sự hận thù khi ông nhẫn tâm chiếm đoạt hết tài sản của gia đình ông Đạo, bày mưu hại chết người bạn thân của mình.

## Diễn viên
- Tú Vi trong vai Tiểu Ngọc[5]
- Dương Hoàng Anh trong vai Hoàng Minh
- Huy Khánh trong vai Hoàng Bách
- Mio Kiều Chinh trong vai Thu Huệ
- Đoàn Thanh Tài trong vai Bá Trung
- Trọng Nhân trong vai Tuấn Kiệt [6]
- Linh Chi trong vai Bích Trâm
- Bảo Anh trong vai Ông Phi
- Cao Minh trong vai Ông Huy
- Việt Hùng trong vai Ông Đức
- NSƯT Công Ninh trong vai Ông Huân
- Vũ Ngọc Ánh trong vai Ngân Hà
- Mã Trung trong vai Ông Gia Hòa

Cùng một số diễn viên khác....

## Giải thưởng
| Năm  | Giải thưởng | Hạng mục                                | (Người) đề cử | Kết quả   | Tham khảo |
| ---- | ----------- | --------------------------------------- | ------------- | --------- | --------- |
| 2014 | HTV Awards  | Nam diễn viên chính được yêu thích nhất | Huy Khánh     | Đoạt giải | [ 7 ]     |
| 2014 | HTV Awards  | Nữ diễn viên phụ được yêu thích nhất    | Tú Vi         | Đề cử     | [ 8 ]     |